# 유대인 자치주
유대인 자치주는 러시아의 연방주체로, 러시아의 하바롭스크 변경주와 아무르주, 그리고 중화인민공화국의 흑룡강성(헤이룽장성)과 접하고 있는 극동에 위치한다. 행정중심은 비로비잔의 도시이다.
JAO는 1928년 소련의 공식 법령에 의해 지정되었고, 1934년에 공식적으로 설립되었다. 절정에 달했던 1940년대 후반에 이 지역의 유대인 인구는 인구의 약 25%인 46,000 ~ 50,000명 정도로 정점을 찍었다. 이후 유대인의 비중은 꾸준히 감소하였고, 2021년 러시아 인구조사에 따르면 JAO에는 837명(0.6%)의 유대인 민족만이 남아 있었다.
러시아 헌법 제65조는 JAO가 러시아의 유일한 자치주라고 규정하고 있다. 그것은 세계의 두 공식적인 유대인 관할권 중 하나이며, 다른 하나는 이스라엘이다. 이디시어가 인정받는 소수언어인 세계에서 몇 안 되는 곳 중 하나이다..

## 문화
JAO와 그 역사는 다큐멘터리 영화 L'Chayim, Comrade Stalin!에서 묘사되었다. 2002년에 개봉한 이 영화는 이오시프 스탈린이 유대인 자치주를 설립하고 수천명의 러시아어와 이디시어를 사용하는 유대인이 부분적으로 정착하는 이야기를 다룬다. 제안된 유대인의 고향의 건국 역사를 설명하는 것 외에도 이 영화는 현대 비로비잔의 생활 장면과 유대인 주민들과의 인터뷰를 담고 있다.

## 지리
주의 북부와 서부 지역은 산악 지대이며, 레서 킨간과 부레야산맥 등이 있다. 1,421 미터 (4,662 ft)에 위치한 부레야 산맥의 스투덴체스카야산은 유대인 자치주의 가장 높은 지점이다. 남부와 동부 구역은 아무르 계곡의 일부이며, 몇 개의 작은 잔여 능선만 있다.

### 기후
이 지역은 계절풍/반고기압 기후를 띠고 있으며, 동아시아 계절풍의 영향으로 여름에는 따뜻하고 습하고 습하며, 겨울에는 시베리아 고기압으로 인해 춥고 건조하며 바람이 많이분다.

### 시간대
유대인 자치주는 블라디보스토크 시간(VLAT/VLAST)에 놓여 있다. UTC와의 시차는 +10 (VLAT)/+11 (VLAST)이다.

## 역사
소련의 이오시프 스탈린의 민족정책에 따라 1934년 5월 7일에 성립하였다. 본래 계획에는 유대인이 모여 사는 자치공화국으로 승격될 예정이었으나, 실현되지 못했다. 소련 당국에 의하면, 이러한 민족정책은 이디시 문화 계승을 추구하기 위한 넓은 영토를 소련 영내의 유대인 인구에게 제공하기 위한 것이라고 한다. 1939년 인구센서스에 의하면, 유대인 자치주에는 1만 7695명의 유대인(지역 전체인구의 16%)이 살고 있었으며, 1948년에는 3만 명에 이르러 지역 인구의 1/4를 차지했다.

### 유대인 정착사
1928년 이전까지 이 지역에는 이렇다 할 정착지가 없었으며, 소련 내 유대인들은 우크라이나, 벨라루스, 러시아 본부 등 서쪽에 근거지를 두고 있었다. 한때 유대인 자치공화국을 크림반도나 우크라이나 지역에 두자는 제안도 있었으나, 해당 지역의 비유대인 토착민의 반감을 사는 것을 우려하여 그러한 제안은 거부되었다.
비로비잔을 비롯한 유대인 자치주 지역은 대체로 늪지대로 이루어져 있었으며, 혹독한 자연조건과 기후조건을 가지고 있었다.
그러나 스탈린의 정책으로 이 지역에 유대인 인구가 증가함에 따라, 이디시 문화가 영향을 주기 시작했다. 유대인 정착자들은 이디시어 신문 《비로비자너 슈테른》(러시아어: Биробиджанер Штерн; 이디시어: ביראָבידזשאַנער שטערן, "비로비잔의 별")을 창간했고, 극단이 만들어졌고, 거리 이름도 유명한 이디시어 작가 숄롬 알레이헴(Sholom Aleichem)과 Y. L. 페레츠의 이름을 따서 지어졌다. 지금도 비로비자너 슈테른 지는 신문에 이디시어 섹션을 계속 싣고 있다.

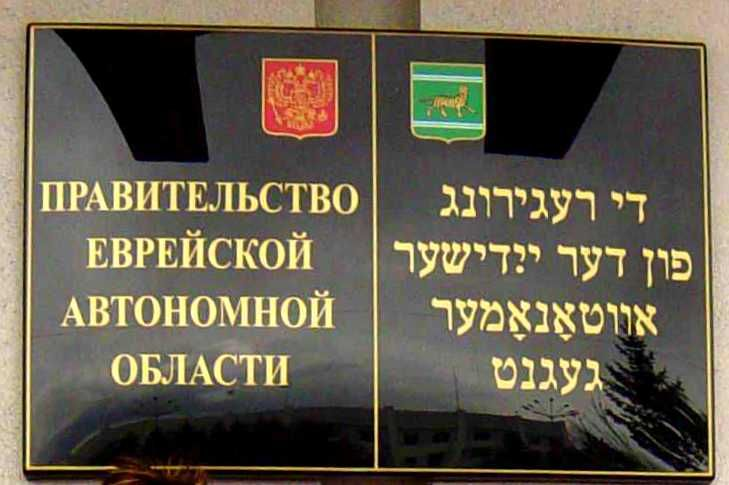
러시아어와 이디시어로 쓰여진 유대인 자치주정부의 명판

유대인 자치주 내의 정착지 발트게임(러시아어: Валдгейм, 이디시어: וואלדהיים)의 역사는 1928년까지 거슬러올라가며, 자치주 최초의 집단농장이 개설되었었다. 이 곳에서 1980년에 이디시어 학교가 문을 열었다. 아무르제트(러시아어: Амурзет; 이디시어: אמורזעט) 또한 자치주의 유대인 정착지 역사를 가지고 있다. 1929년부터 10년간, 이 마을은 비로비잔 남쪽의 유대인 정착의 중심지였다. 오늘날 유대인 커뮤니티의 구성원들은 안식일 의식을 가지고, 이디시어 노래, 유대인 음식문화와 유대문화에 관련된 역사적 사실들을 보여주고 있다. 이 마을의 건설자의 후손들 중 상당수는 여전히 마을에 남아 있으며, 그들 중 특히 이스라엘에 친족들을 가진 거주민들은 유대인의 전통과 뿌리에 대해 배우고 있다. 2006년 현재 아무르제트의 인구는 5213명이다. 스미도비치(러시아어: Смидович; 이디시어: סמידאוויטש) 또한 자치주의 초기 유대인 정착지이다.

### 스탈린 이후
그러나 1953년 스탈린이 죽은 뒤부터 이 지역의 유대인 인구는 쇠퇴하기 시작했다. 1959년 인구조사에서 이 지역의 유대인 인구는 절반으로 줄어 1만 4269명이 되었다.
1961년 니키타 흐루쇼프는 우즈베크와 카자흐에 살던 유대인들을 이 곳으로 강제이주시켜, 이 지역에서 30만 명의 유대인 인구를 확보하려 하였으나, 실행되지 못했다. 2002년에는 2327명의 유대인(지역 인구의 1.2%)밖에 남지 않게 되었고, 러시아인이 90%를 차지했다. 2010년 인구조사에 따르면 유대인은 불과 1628명(지역 인구의 1%)뿐이며, 러시아인이 92.7%를 차지했다. 그러나 2010년 인구조사 결과는, 《예루살렘 포스트》가 자치주에 4천여 명의 유대인이 남아있다는 기사를 내보내면서 논쟁의 대상이 되었다. 유대인 자치주의 랍비 Mordechai Scheiner에 따르면, 유대교와 유대인 문화는 최근 들어 종교적, 문화적으로 재생되기 시작했다고 한다.

## 행정 구역

### 시
- 비로비잔

### 군
- 비로비잔스키군 (비로비잔)
- 레닌스키군 (레닌스코예)
- 오블루첸스키군 (오블루치예)
- 옥탸브리스키군 (아무르제트)
- 스미도비치스키군 (스미도비치)

## 주민
2010년 러시아 인구조사 결과, 가장 큰 민족집단은 러시아인으로 92.7%(16만 185명)이며, 그 다음으로 우크라이나인이 2.8%(4871명)를 차지한다. 유대인은 1%(1628명)이다. 그 외 행정적 데이터베이스에 3832명이 더 등록되어 있는데 이들은 자신의 민족집단을 밝히지 않았다. 자신의 민족을 밝히지 않은 사람들의 민족집단 비율도 전술한 바와 같을 것으로 예측된다.
2012년에 수행된 공식조사에 따르면, 자치주 인구의 22.6%가 러시아 정교 신자이며, 6%가 러시아정교 외의 기타 정교 신자이다. 9%가 기타 기독교 신앙을 가지고 있으며, 유대교 신자는 인구의 0.2%이다. 그 외에 35%가 "영적이나 종교는 없음(spiritual but not religious)", 22%가 무신론자임을 밝혔다. 기타 5.2%는 다른 종교를 믿는다고 답하거나 답변을 하지 않았다. 비로비잔에는 2004년에 시나고그가 생겨났다.
2010년 수행된 러시아 통계청의 인구조사 자료에 따르면, 유대인 자치주 주민 가운데 97명이 이디시어를 말한다.
| 연도                | 인구    | ±%      |
| ------------------- | ------- | ------- |
| 1926                | 35,540  | —       |
| 1939                | 108,900 | +206.4% |
| 1959                | 162,856 | +49.5%  |
| 1970                | 172,449 | +5.9%   |
| 1979                | 190,219 | +10.3%  |
| 1989                | 215,937 | +13.5%  |
| 2002                | 190,915 | −11.6%  |
| 2010                | 176,558 | −7.5%   |
| 2021                | 150,453 | −14.8%  |
| Source: Census data |         |         |

## 교육

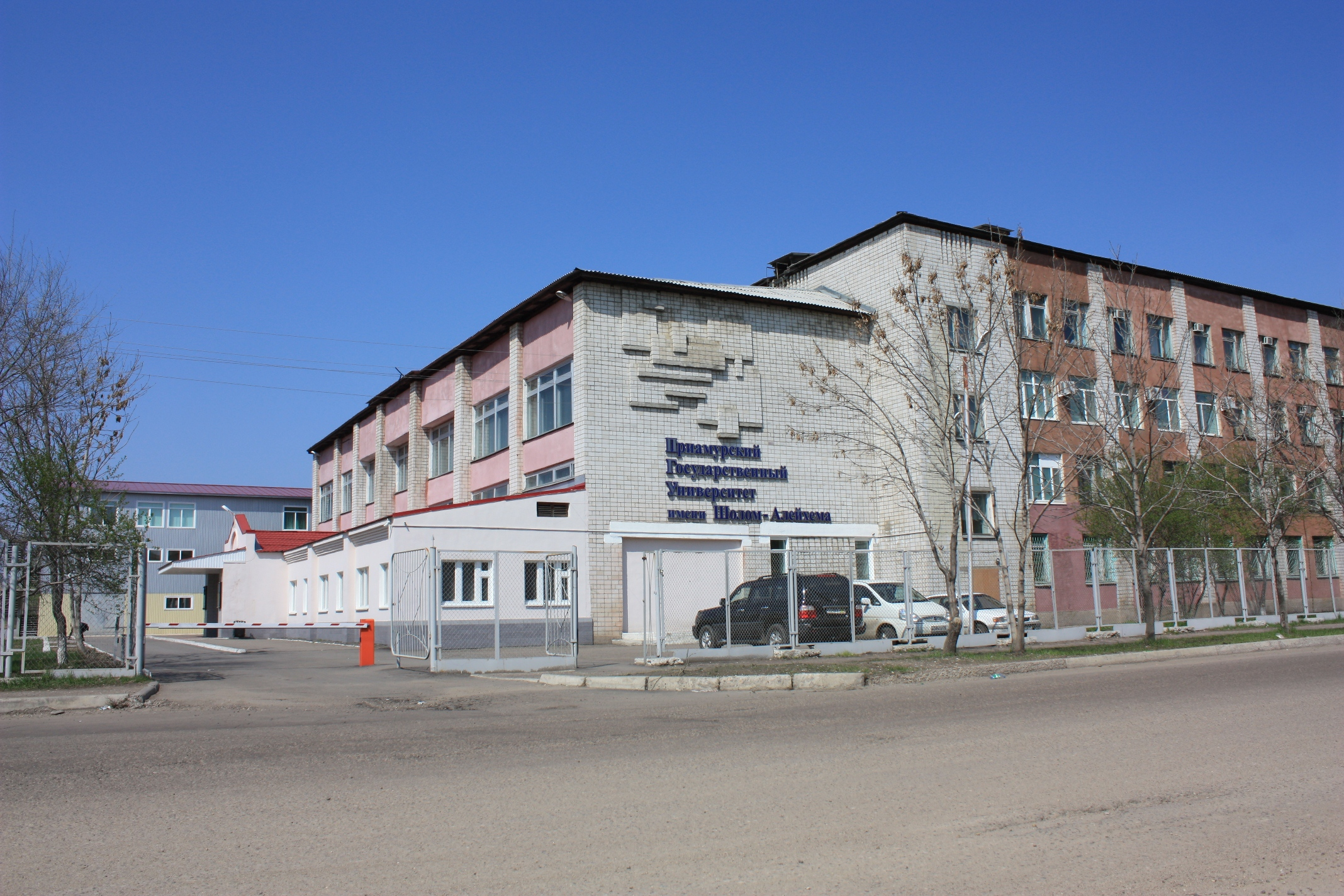
숄롬-알레이헴 명칭 프리아무르스키 국립대학

주도(州都) 비로비잔에 숄롬-알레이헴 명칭 프리아무르스키 국립대학(Приамурский государственный университет имени Шолом-Алейхема)이 있다. 유대인 자치주에서 유대인 뿌리에 대한 관심이 증대함에 따라, 학생들은 유대인 학교에서 히브리어와 이디시어를 배운다. 비로비잔에는 이디시어를 가르치는 국립학교들이 있고, 종교교육을 하는 이디시어 학교와 유치원이 있다. 5~7세의 아동들은 일주일에 2번 이디시어, 유대인 민요, 무용과 전통을 배운다. 현재, 비로비잔의 14개 공립학교는 이디시어와 유대인 전통을 가르쳐야 한다. 메노라 학교가 1991년 개장하였는데, 그것은 공립학교로서, 학부모가 그것을 선택할 경우에 반일(半日)간 이디시어와 유대식 수업과정을 제공한다. 학생의 절반인 120명 정도가 이디시어 수업에 등록한다. 그러한 것들은 제2공립학교에서도 이어지는데, 이곳에서도 또한 1학년부터 12학년에게 반일(半日)동안 이디시어/유대식 수업과정을 제공한다. 이디시어를 사용하는 대학급 교육기관은 러시아에서 몇 곳 안 되는데, 그 중 하나인 비로비잔 사범대학이 이 지역에 위치한다.

## 역대 주지사
- 니콜라이 볼코프(Николай Михайлович Волков; 1991년~2010년)
- 알렉산드르 빈니코프(Александр Аронович Винников; 2010년~) - 유대인

## 같이 보기
- 소비에트 연방과 러시아의 유대인 역사
- 콤제트(КОМЗЕТ)

## 노트
1. ↑  러시아어: Еврейская автономная область (ЕАО) Yevreyskaya avtonomnaya oblast[*] 러시아어 발음: [jɪˈvrʲejskəjə ɐftɐˈnomnəjə ˈobləsʲtʲ (ˌje‿ˌa‿ˈo)]; 이디시어: ייִדישע אװטאָנאָמע געגנט‎ Yidishe Avtonome Gegnt, 이디시어 발음: [ˈjɪdɪʃə avtɔˈnɔmə ˈɡɛɡn̩t]; 이디시어: ייִדישע אױטאָנאָמע געגנט‎ Yidishe Oytonome Gegnt, 이디시어 발음: [ˈjɪdɪʃə ɔɪtɔˈnɔmə ˈɡɛɡn̩t]

## 인용
- 틀:RussiaBasicLawRef/yev
- Doder, Dusko; Branson, Louise (1990). 《Gorbachev: Heretic in the Kremlin》. London: Futura. ISBN 978-0708849408.

## 참고 문헌
- American Committee for the Settlement of Jews in Birobidjan, Birobidjan: The Jewish Autonomous Territory in the USSR. New York: American Committee for the Settlement of Jews in Birobidjan, 1936.
- Melech Epstein, The Jew and Communism: The Story of Early Communist Victories and Ultimate Defeats in the Jewish Community, USA, 1919–1941. New York: Trade Union Sponsoring Committee, 1959.
- Henry Frankel, The Jews in the Soviet Union and Birobidjan. New York: American Birobidjan Committee, 1946.
- Masha Gessen, Where the Jews Aren’t: The Sad and Absurd Story of Birobidzhan, Russia’s Jewish Autonomous Region, 2016.
- Ber Boris Kotlerman and Shmuel Yavin, Bauhaus in Birobidzhan. Tel Aviv: Bauhaus Center, 2009.
- Nora Levin, The Jews in the Soviet Union Since 1917: Paradox of Survival: Volume 1. New York: New York University Press, 1988.
- James N. Rosenberg, How the Back-to-the-Soil Movement Began: Two Years of Blazing the New Jewish "Covered Wagon" Trail Across the Russian Prairies. Philadelphia: United Jewish Campaign, 1925.
- Anna Shternshis, Soviet and Kosher: Jewish Popular Culture in the Soviet Union, 1923–1939. Bloomington, IN: Indiana University Press, 2006.
- Henry Felix Srebrnik, Dreams of Nationhood: American Jewish Communists and the Soviet Birobidzhan Project, 1924–1951. Boston: Academic Studies Press, 2010.
- Robert Weinberg, Stalin's Forgotten Zion: Birobidzhan and the Making of a Soviet Jewish Homeland: An Illustrated History, 1928–1996. Berkeley, CA: University of California Press, 1998.